# Jim Otto
James Edwin Otto (* 5. Januar 1938 in Wausau, Wisconsin, USA; † 19. Mai 2024), genannt meist Jim Otto, war ein US-amerikanischer American-Football-Spieler. Er spielte in der American Football League (AFL) und in der National Football League (NFL) bei den Oakland Raiders als Center.

## Spielerlaufbahn

### Collegekarriere
James „Jim“ Otto spielte bereits auf der High School American Football. Als Center wurde er in die Staatsauswahl von Wisconsin gewählt. Von 1957 bis 1959 studierte er an der University of Miami und spielte für deren Footballmannschaft, den „Miami Hurricanes“ als Center und in der Defense als Linebacker. Während seiner Studienzeit stellte er den Schulrekord für die meisten erzielten Tackles während einer Laufbahn auf.

### Profikarriere
Nach Beendigung seines Studiums hatte keine Mannschaft der NFL ein Interesse daran, ihn zu verpflichten. Er wurde als zu leicht betrachtet. Otto war jedoch dem Trainer der Oakland Raiders aufgefallen, die im Jahr 1960 den Spielbetrieb in der neu gegründeten AFL aufnahmen. James Otto sollte bei den Raiders zunächst als Linebacker eingesetzt werden, hielt sich aber selbst für zu verletzungsanfällig um diese Position einnehmen zu können. Er konnte im Training als Center überzeugen und wurde fortan von den Raiders auf dieser Position eingesetzt.
Die ersten beiden Spieljahren waren für die Raiders wenig erfolgreich. Otto wurde als Center von Quarterback Tom Flores eingesetzt, das Team konnte sich aber nicht als Spitzenmannschaft etablieren. Die Teamleistung stand im Widerspruch zu den Leistungen von Jim Otto, der sich als einer der besten Center im Profifootball herausstellte. 1963 übernahm Al Davis das Traineramt und die Leistungen des Teams steigerten sich. Im Jahr 1967 übernahm Daryle Lamonica die Quarterbackposition beim Team aus Oakland. Nach einer Saison mit 13 Siegen bei einer Niederlage konnten die Spieler um Jim Otto und Daryl Lamonica im selben Jahr in das AFL Meisterschaftsspiel einziehen. Gegner in der Begegnung waren die Houston Oilers, die mit 40:7 besiegt werden konnten. Der Sieg brachte den Einzug in das AFL-NFL Championship Game mit, der später in Super Bowl II umbenannt wurde. Die Mannschaft von John Rauch, der seit 1966 als Trainer der Raiders fungierte, musste gegen die von Vince Lombardi betreuten Green Bay Packers antreten. Die Packers gewannen den Super Bowl mit 33:14. Rauch gelang es auch im nächsten Jahr die Raiders in das AFL Endspiel zu führen, wo man allerdings den New York Jets mit 27:23 unterlag.
Auch unter John Madden, der 1969 John Rauch als Trainer des Teams abgelöst hatte, blieben die Raiders ein Spitzenteam in der AFL. Mit Ausnahme des Jahres 1971 zog in den nächsten Spielrunden das Team regelmäßig in die Play-offs ein, ein Titelgewinn gelang Otto allerdings nicht mehr. Viermal scheiterte das Team aus Kalifornien im AFL Endspiel, beziehungsweise ab 1970 im AFC Championship Game – 1969 an den Kansas City Chiefs mit 17:7, 1970 an den Baltimore Colts mit 27:17 und 1973 mit dem neuen Starting-Quarterback Ken Stabler an den Miami Dolphins mit 27:10, sowie im letzten Profijahr von Otto, 1974, mit 24:13 an den Pittsburgh Steelers.
Jim Otto galt als außergewöhnlich zäher Spieler. Während seiner Laufbahn erlitt er 40 Verletzungen. Zehnmal wurde ihm das Nasenbein gebrochen. Dreimal wurde er am linken Knie und sechsmal am rechten Knie operiert. Trotzdem verpasste er nie ein Spiel seiner Mannschaft. Nach einer Knieoperation im Jahr 1974 entschloss sich Otto nach der Saison seine Laufbahn zu beenden.

## Nach der Spielerlaufbahn
Jim Otto war verheiratet. Seine Tochter starb im Jahr 1997 im Alter von 39 Jahren an einem Thrombus. Er betrieb bei Sacramento mehrere Restaurants der Fast-Food-Kette Burger King. Seit 1995 war er wieder in der Organisation der Raiders tätig. Im Jahr 2002 wurde bei Jim Otto Prostatakrebs festgestellt.

## Ehrungen
Jim Otto spielte zwölfmal im Pro Bowl oder im AFL All-Star Spiel, dem Abschlussspiel der besten Spieler einer Saison. 13-mal wurde er zum All-Pro gewählt. Die Zeitschrift „The Sporting News“ wählte ihn 1999 auf Platz 78 der Liste der 100 besten Footballspieler aller Zeiten. Jim Otto ist Mitglied in der Pro Football Hall of Fame, in der Wisconsin Athletic Hall of Fame, in der Bay Area Sports Hall of Fame und in der University of Miami Sports Hall of Fame. Die Miami Hurricanes ehrten ihn in ihrem Stadion, dem Orange Bowl Stadium, auf dem „Ring of Honor“.